# イーハトーブ
イーハトーブとは、宮沢賢治による造語で、賢治の心象世界中にある理想郷を指す言葉である（表記についてはいくつかの変遷を経ている。後述）。岩手県をモチーフとしたとされており（詳細は後述）、言葉として「『岩手』（歴史的仮名遣で「いはて」）をもじった」という見解が定説となっているが、賢治自身は語源について具体的な説明を残しておらず、異説もある。

## 由来と変遷
賢治の作品中に繰り返し登場するが実はその語形には複数の形があり、年月とともにおおむね以下のような変遷をたどっている。
イエハトブ → イーハトヴ → イーハトーヴ → イーハトーヴォ/イーハトーボ → イーハトーブ
この語の成り立ちについて文献によると、次の3点が挙げられる。
1. 一貫して見られる語尾 -ov(o) の形は、ロシアの地名によくある語尾をもとにしたと推察される。
2. 語尾が「ブ」「ヴ」から後に「ボ」「ヴォ」に変わったことについては、賢治がエスペラントに親しんだ事実やエスペラントでは名詞は -o で終わる語尾をもつことからエスペラントの影響であると推察される。
3. 世間には「イーハトーブ」や類似の言い方をすべて含めて「エスペラント（を意識した言葉）である」などと解釈されることが少なくないが、これは正しい解釈ではない。

なお発音については「岩手」が由来であるとされたことから歴史的仮名遣による「イーワトーブ」ではないかという説もかつて唱えられたが、その後賢治が自筆した「IHATOV FARMER'S SONG」（日本語題は「ポラーノの広場のうた」）と書かれた楽譜が発見されたため、発音は「イーハトーブ」で正しいという見解に落ち着いている。
その他、房総で記録された宮沢賢治と同世代人のオーラルヒストリー録によると、次の意味として理解する者があったことがわかる。
- 「イ」は『人』べんなり。「ー」と「ハ」の字画と「トー」の字「十」をもって『平』を作る。「ブ」は「不」に二点をもって『衣』へんなり。即ち、縄(撚糸)で『衣』を発明した『人』『平』かなる縄文の世をいう。

賢治が同様に実在地名をベースとして造語し、作中に登場させた地名としてはモリーオ（盛岡）、ハームキヤ（花巻）、センダード（仙台）、シオーモ（塩竈）、トキーオ（東京）などがある。

## 童話集『注文の多い料理店』広告ちらしによる説明
賢治が生前に出版した唯一の童話集である『イーハトヴ童話 注文の多い料理店』の宣伝用広告ちらしの文章には、「イーハトヴ」について以下のような説明がなされている。この広告文自体は無署名だが、下記の箇所を含む内容は賢治自身によるものと推定されている。
「イーハトヴとは一つの地名である。強て、その地点を求むるならば、大小クラウスたちの耕していた、野原や、少女アリスが辿った鏡の国と同じ世界の中、テパーンタール砂漠の遥かな北東、イヴン王国の遠い東と考えられる。実にこれは、著者の心象中に、この様な状景をもって実在したドリームランドとしての日本岩手県である。」
なお文中に出てくる「大小クラウス」はアンデルセンの『小クラウスと大クラウス』、「少女アリス」はルイス・キャロルの『鏡の国のアリス』、「テパーンタール砂漠」は、インド・パキスタン国境付近のタール砂漠（恩田逸夫）、またはラビンドラナート・タゴールの『新月』（1914年）に収録された母子の対話編「さすらいのくに」や「舟乗り」に登場する「おとぎ話の中の砂漠」（原子朗（編）『宮澤賢治語彙辞典』）、「イヴン王国」は遊座昭吾によればレフ・トルストイの『イワンのばか』からの引用である。

## イーハートーブの地名
- マリオ、モリーオ 盛岡を元にしたと思われる都市。マリオは『毒蛾』、モリーオは『ポラーノの広場』での表記。イーハートーブの首都で、通りには大きな西洋造りが並び、マリオ農学校、マリオ工学校、マリオ商学校、マリオ高等農学校がある（毒蛾での記述）。競馬場を植物園に拵え直す計画が進んでいる（ポラーノ広場での記述）。イーハトブ日日新聞、マリオ日日新聞が読まれている（毒蛾での記述）。『毒蛾』では毒蛾の大量発生が起こったが、『ポラーノ広場』では場所をセンダード市に変えて、ほぼ同じ内容が語られている（イーハトブ日日新聞はセンダード日日新聞に変更されている）。
- ハームキャ、ハームキヤ、ハーナムキヤ  花巻町を元にしたと思われる都市。ハームキャは『四又の百合』、ハームキヤは『毒蛾』、ハーナムキヤは『税務署長の冒険』での表記。マリオから十里ばかり南の方にある町（毒蛾での記述）。王様の住むハームキャの城があり（四又の百合での記述）、有名なコワック大学校がある（毒蛾での記述）。
- ユグチュユモト  『税務署長の冒険』に登場する村。濁酒密造が村ぐるみで行われている。名前と場所は当時の花巻町近隣にあった湯口村・湯本村（現在は共に花巻市）がモデルとされる。話自体のモデルは当時、濁酒密造が盛んに行われていた和賀郡湯田村（現在の西和賀町湯田、当地にも湯本という地名がある）とされる（大正12年6月1日に花巻税務署の職員が濁酒密造取り締まり派遣先の湯田村で怪我を負わされるという事件が発生し、新聞報道されている）。
- ヒームキャの河  北上川を元にしたと思われる河。ハームキャの町では、如来正遍知が明朝七時ごろにこの河を渡って町に来ると噂になっている（四又の百合での記述）。
- イーハトーヴォ海岸  『ポラーノの広場』に登場する。一番北にサーモ(当時の青森県三戸郡鮫村)の町がある。
- ヒームカ  『楢ノ木大学士の野宿』に登場する。山の名前だが、作中では擬人化されている。蛇紋石の着物を着た、美しい、かんらん岩の、女の子の山と表現されている。姫神山を元にしていると言うのが定説だが、姫神山は花崗岩で覆われた山なので、賢治が鉱石に詳しかった事を根拠に姫神山ではないという意見もある。他には東和町にある日向居木山（ないらぎやま、ひなたおりきやま　とも）ではないかと言う説がある。ヒームカの近くには「ヒームカさんのおっかさん」と呼ばれる山があるようだが、そちらは詳しいことは不明である。

## 賢治以後の使用
宮沢賢治の作り出した「イーハトーブ」という言葉（またはその変形の言葉）は、彼の作品とともに日本では広く知られるものとなった。例えば、この言葉は以下の事物の名称で使われている。
- TVイーハトーブ - 東日本放送などの東北地方のANN各局で放送されていたテレビ番組
- イーハトーブ号 - 岩手県紫波郡紫波町と東京都豊島区池袋を結ぶ高速バス
- イーハトーブトライアル大会 - 岩手県で開かれる
- TL125イーハトーブ - ホンダのトライアル車で、イーハトーブトライアルに由来。
- 岩手銀行イーハトーヴ支店 - 岩手銀行のインターネット上の支店
- イーハトーブマイル - 岩手県競馬組合による地方競馬の重賞競走（盛岡競馬場）
- イーハトーボの劇列車 - 井上ひさしの戯曲（1980年初演）で、宮沢賢治が主人公
- イーハトーブ東北 - 岩手県一関市にある、パソナグループの東北未来戦略ファンドを利用した会社[8]

岩手県を舞台やモチーフとした芸術作品のタイトルに「イーハトーブ」が使用される例も見られる。岩手県出身の作家三好京三の小説『分校日記』を映画化した『分校日記 イーハトーブの赤い屋根』（熊谷勲監督）は1978年に公開された。ほかにもさだまさしが1993年に発表したアルバム『逢ひみての』には岩手を舞台にした『イーハトーヴ』が、谷山浩子が1979年に発表したアルバム『夢半球』には『イーハトーヴの魔法の歌』がそれぞれ収録されている。
岩手県奥州市出身のミュージシャン・大瀧詠一の変名の一つに「イーハトーブ田五三九」がある。岩手県釜石市出身のミュージシャン・あんべ光俊は『イーハトーブの風』という曲を作曲した他、自らのウェブサイトを「イーハトーブ・ウィンズ」と名づけている。
1993年には、スーパーファミコン用ソフト『イーハトーヴォ物語』がヘクトから発売された。この作品は、イーハトーブを訪れた主人公が住人たちと交流しながら賢治の七冊の手帳を探し求めていくという内容のアドベンチャーゲームである。賢治作品に登場した人物や動物たちがイーハトーブの住人として登場し、原作から引用されたエピソードも数多く盛り込まれている。
1996年に、賢治の生涯をモチーフとした単発のテレビアニメ『イーハトーブ幻想〜KENjIの春』が放映されている。
KONAMIの音楽ゲーム『pop'n music』では「アルビレオ」という猫のウェイターが楽曲の担当キャラクター登場しており、彼の出身地がイーハトーブである。また、担当曲の固有ジャンル名もアイディア段階では「宮沢賢治」だった。キャラクターの名前も『銀河鉄道の夜』からとられている。
Mac OS XのFont Bookにおいて日本語フォント選択時に「あのイーハトーヴォの…」で始まる文例が表示されるが、これは『ポラーノの広場』の一節を引用している。
2005年には賢治にゆかりのある岩手県内の5か所（2006年に1か所を追加）が「イーハトーブの風景地」として、文化財保護法に基づく国指定の名勝に指定された。
2012年、作曲家冨田勲は宮沢賢治の作品イメージに沿った『イーハトーヴ交響曲』を作曲。日本フィルハーモニー交響楽団により東京オペラシティコンサートホールで初演奏された。
2024年5月、古代のサンゴの一種であるコニュラリアに属する化石（岩手県一関市の石と賢治のミュージアムが所蔵）が新種と確認され、イーハトーブにちなんだ「パラコニュラリア・イーハトーベンシス」と命名された。

### 類似の架空地名
「実在の地名を外国語風に言い換え、架空の地名として使う」という手法も広く使用されるようになった。たとえば井上直久の「イバラード」（大阪府茨木市）、ますむらひろしの「アタゴオル」（千葉県野田市の愛宕）などが挙げられる。